# Испанская солидарность
«Испанская солидарность» (исп. Solidaridad Española) — ультраправая политическая партия в Испании 1982 года. Создана по инициативе бывшего подполковника Гражданской гвардии Антонио Техеро, осуждённого за попытку государственного переворота 23 февраля 1981.
В мае 1982 суд вынес приговоры в отношении 30 участников военного мятежа 23-F, сопровождавшегося захватом здания парламента. Антонио Техеро получил максимальный срок — 30 лет лишения свободы — и был направлен в военную тюрьму.
Целью партии «Испанская солидарность» являлась пропаганда ультраправых взглядов Техеро и франкистской идеологии. Но при этом ставилась и более конкретная задача — избрание Техеро в парламент для получения задним числом депутатской неприкосновенности. Одним из ведущих активистов партии являлся брат Антонио Техеро — Мануэль Техеро Молина.
В начале сентября 1982 Техеро был избран председателем партии и внесён первым номером в её предвыборный список. Юридические препятствия, связанные с пребыванием кандидата в местах лишения свободы удалось преодолеть. Программа «Испанской солидарности» основывалась на правом радикализме, испанском национализме, апеллировала к ностальгии по франкистским временам с их «порядком», «стабильностью» и «духовностью». Действия 23 февраля 1981 не просто оправдывались, но ставились в пример для подражания. Выдвигался откровенный лозунг ¡Entra con Tejero en el Parlamento! — Войди в парламент с Техеро!

Надеюсь, этот человек не сможет повторно войти в парламент.

Сантьяго Каррильо, генеральный секретарь КПИ

На выборах 28 октября 1982 года «Испанская солидарность» получила всего 28451 голос, что составило 0,14 %. После электоральной неудачи партия прекратила существование. Антонио Техеро оставался в заключении до конца 1996 года.
Впоследствии идеи «Испанской солидарности» (в менее прямолинейной форме) пропагандировались иными праворадикальными организациями — Национальным фронтом и Испанской альтернативой, почётным председателем которой являлся Блас Пиньяр.